# Xã Newton, Quận Otter Tail, Minnesota
Xã Newton (tiếng Anh: Newton Township) là một xã thuộc quận Otter Tail, tiểu bang Minnesota, Hoa Kỳ. Năm 2010, dân số của xã này là 746 người.